# ジャングル (森林の型)

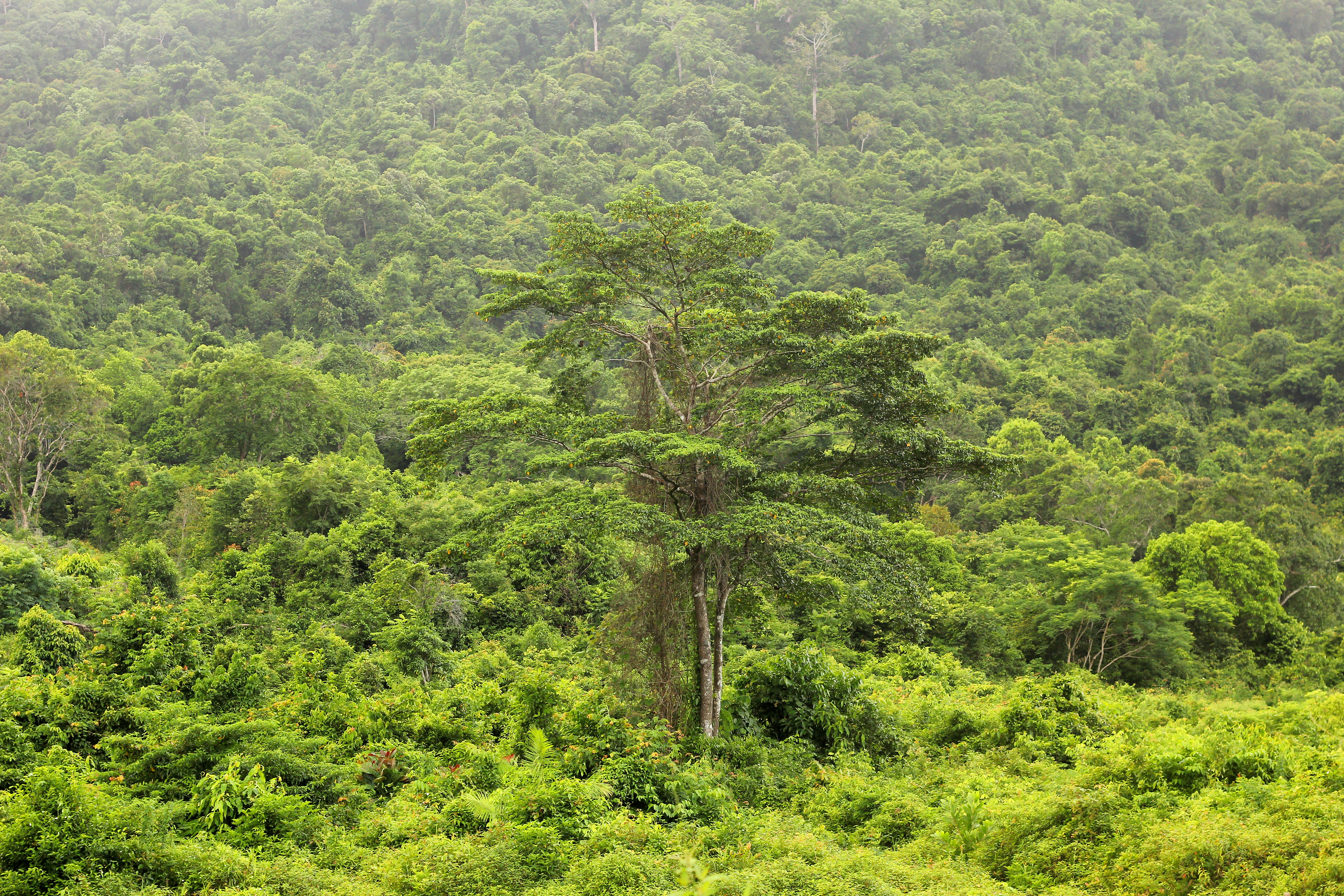
カンボジアのジャングル

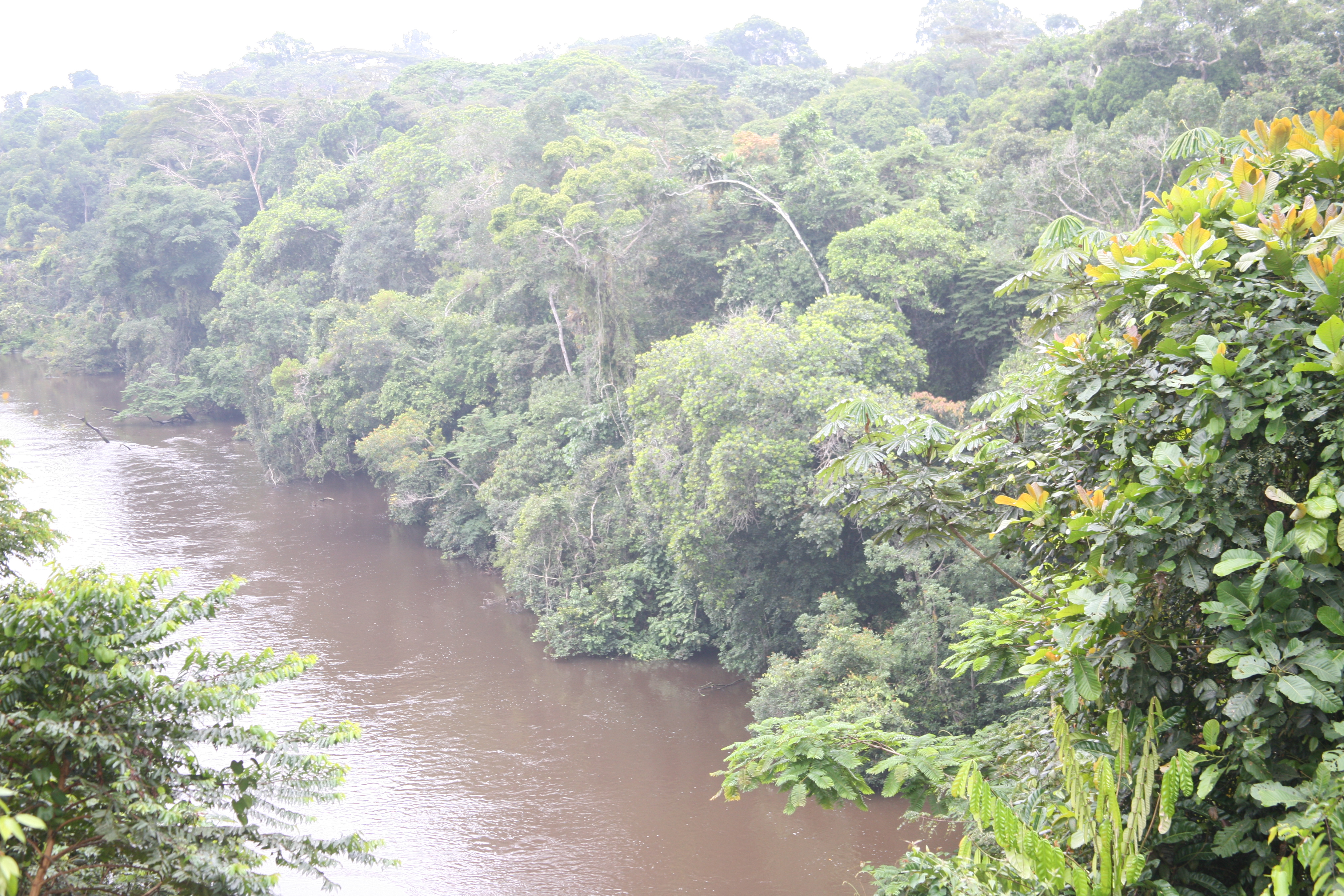
カメルーンの熱帯雨林の川岸に並ぶジャングル

ジャングル（英: jungle、叢林）とは、熱帯雨林一般を指す言葉としても使われているが、元来は熱帯域の森林の1つの型のことである。密に生い茂り、見通しの利かないもので、転じてそのような状況のものを指す言葉としても使われる。

## 定義
ジャングルという語は必ずしも生物学用語とは見なされておらず、『岩波生物学事典』にも取り上げられていない。また各種の植物学事典でも取り上げられていない例が多い。そのなかで、『オックスフォード植物学事典』には記載があり、そこには「つる植物、タケ類、ヤシ類などが生い茂った亜極相熱帯雨林」とある。さらにいわゆる極相の熱帯雨林は森林内の下層を構成する植生がまばらであって見通しが悪く通り抜けるのが困難、ということはなく、それに対して伐採を受けたり、あるいは川岸などで普通の森林内より光り条件がよい場所に特徴的なのがこのような森林であると説明されている。

## 由来と内容
ジャングルという言葉は、元来はヒンディー語の jangal に由来し、これは元々は居住地の周辺にあって踏み込むことのできないような森林や低木林を指していた。

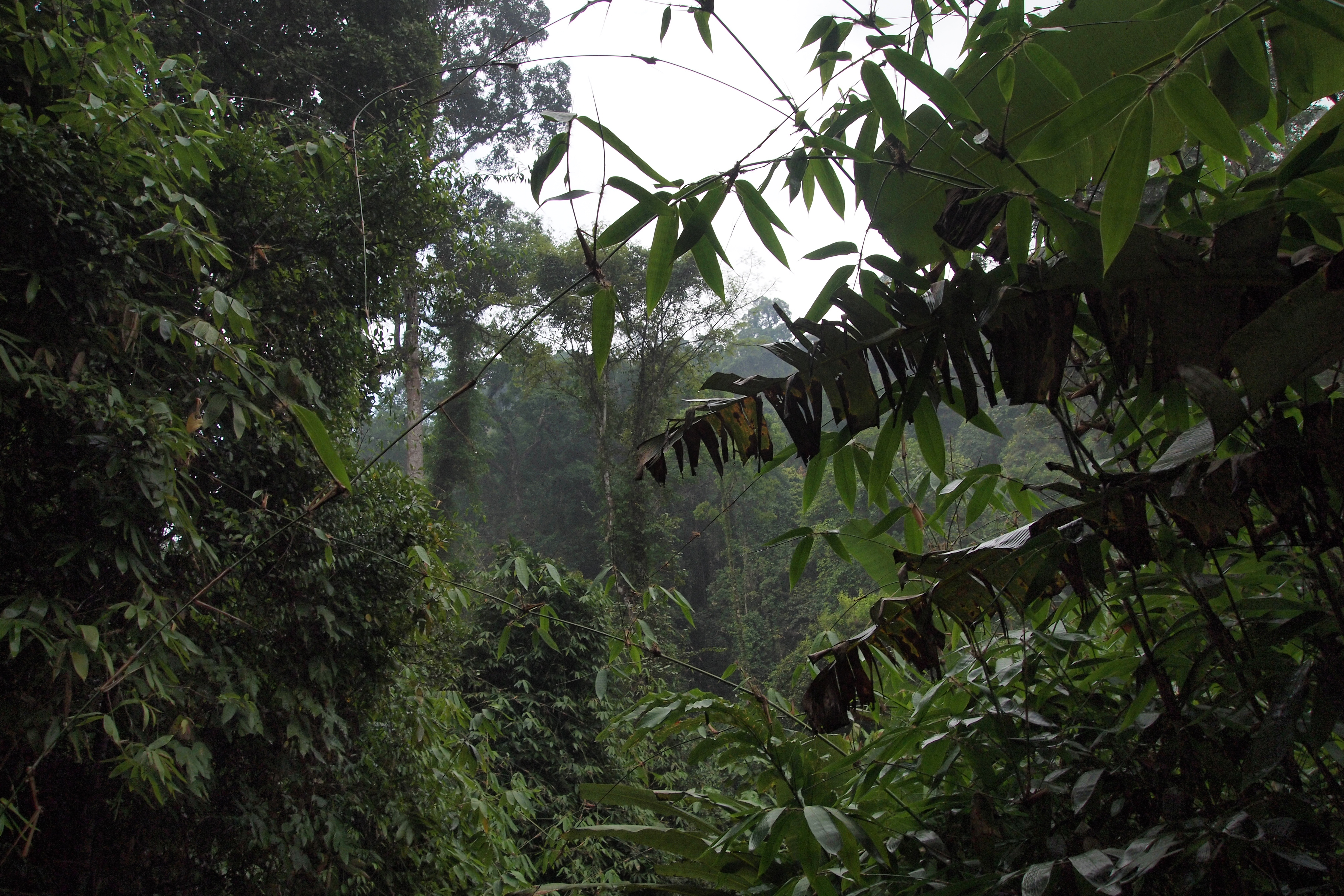
タイ・カオラックのジャングル

熱帯雨林では、大きなギャップが生じると蔓植物が繁茂することが多く、木性の蔓植物は強光を得ると一気に生長し、例えば伐採などの後にはそれらが広く繁茂するので、人の立ち入ることのできない状態の森林が出来上がる。これがジャングルである。そのような蔓草は密なカーペットのような形をなし、低木の上を覆い尽くす。樹木が次第に生長すると、これを持ち上げてゆくことになり、次第に本来の森林の形態にもどるが、その進行はとても遅くなる。
ジャングルとは蔓性のヤシであるトウ類が生い茂った森のことである、と初島 (1978) は述べている。彼によると、トウ類は陽性の植物であり、森林内では光不足のために成長できず、高さ30cm程度で成長を止めてしまい、そのまま何年もその状態でいる。そこで森林が伐採されたり、暴風などで高木が倒れたりといった理由で林床に光が入るようになると一斉に成長を始め、密林を作る。彼等の茎や葉柄には多くの棘があり、また葉の先端からは逆棘のある鞭状の蔓が出るため、彼等は互いに引っかかり合い、人などが侵入するのはほぼ不可能になる。これがつまりジャングルであり、これは本来の熱帯雨林ではなく、それが破壊されて生じる二次林である、という。これも上記のような記述とよく符合し、むしろ駒嶺監訳 (2004) に示されているヤシ類というのがトウ類だ、ということだと思われる。

## 熱帯多雨林の意味で

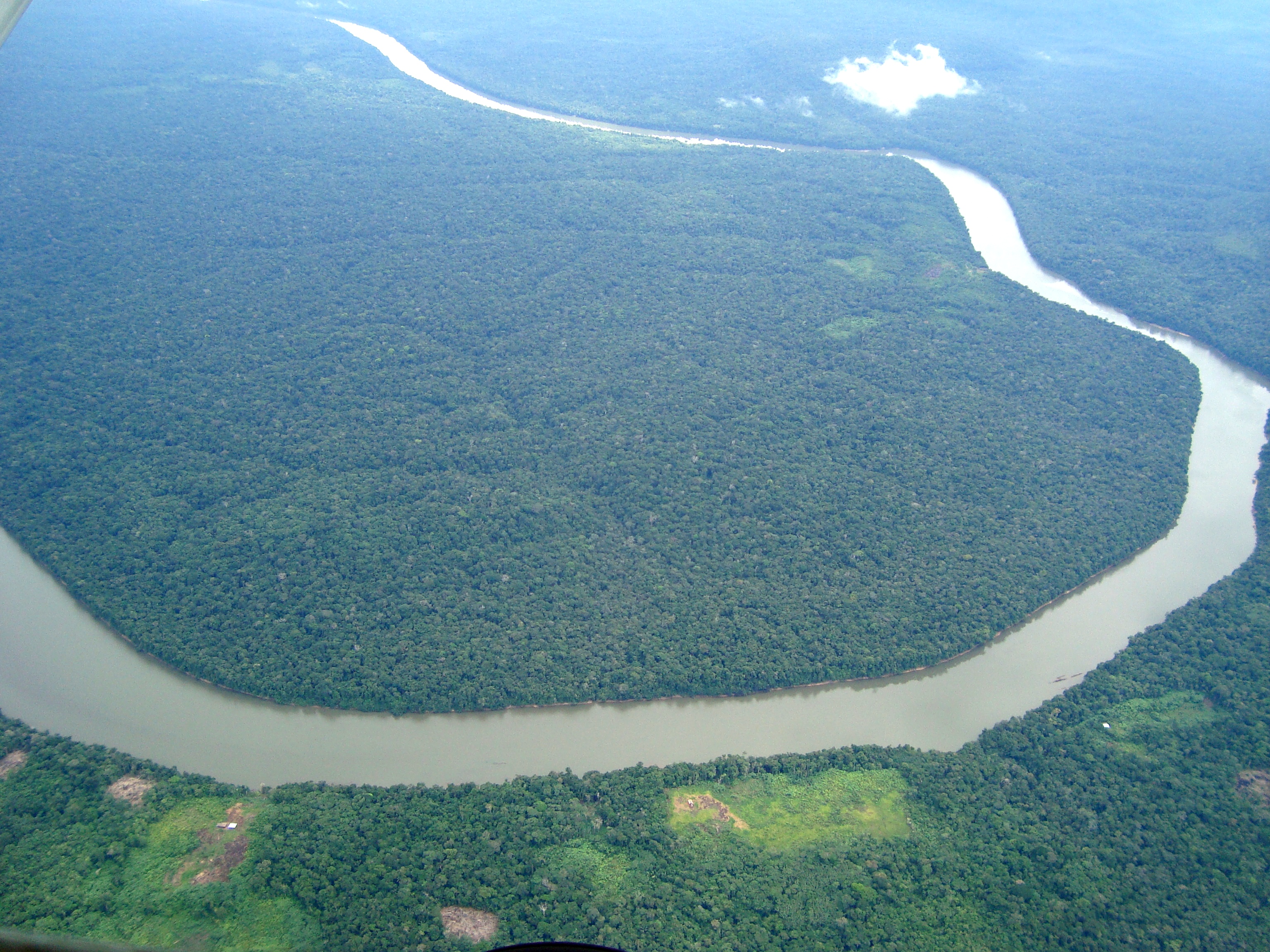
アマゾンの一部分の空撮

他方、熱帯多雨林を指す言葉として、ジャングルは広く通用するようになっている。例えば上記の初島 (1978) がジャングルが通常の熱帯多雨林ではないと力説しているシリーズでも竹内 (1978) はアマゾンの森林生態に関する記述の題名に「アマゾン・ジャングル」を採用し、そのなかで「典型的な熱帯多雨林（いわゆるジャングル）」と書いている。ビジュアル博物館シリーズの『ジャングル』もこれと同じく、その記述の最初に「ジャングルとは？」と題し、「ジャングルすなわち熱帯雨林」と書き出し、その価値の高さ、多様性と未知について述べている。
日本語辞書においても、多少記述の詳しい書では、例えば小学館『日本国語大事典』第2版では「樹木が密生し下生えの繁茂した熱帯の森林」としたうえで「熱帯雨林を指すこともあるが、その周辺の森林」を指すことが多い、と正確に示されている。『広辞苑』第七版の場合、「主に熱帯の高温多湿の地にある、繁茂した草木で覆われた地。密林。」とあり、これが熱帯多雨林を指すものか、それとも異なるのか曖昧である。『岩波国語事典第三版』では「密林。おもに熱帯地方の原始林」とあり、これは多分に熱帯多雨林を指していると取れる。
英和辞典では、jungleの訳として「ジャングル」があるのは当然として、完全日本語としてはほぼ必ず「密林」が示されている。むしろそこに熱帯雨林がある例がほとんどないようである。

## 派生的な意味

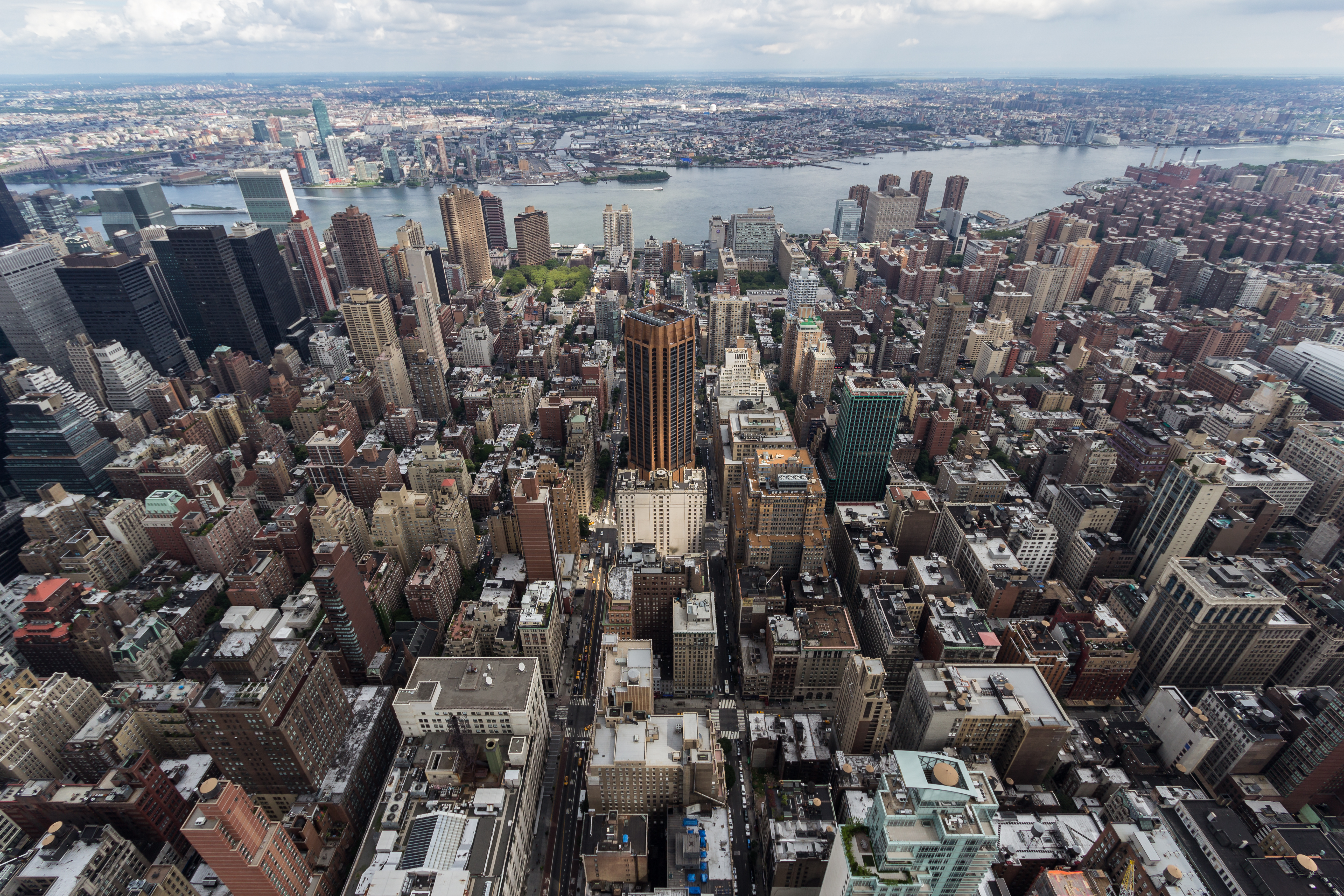
ジャングルの木のように高層ビルが立ち並ぶニューヨークのビル街

ジャングルという語は森林ではないものに対しても当てられることがある。例えば「都会のジャングル」という表現は書籍の題名などにも見ることができる。これは『広辞苑』などにも見られないが、他方で英和辞典では例えば『岩波英和大辞典』 (1970) には2番目に「密生したもの、絡み合ったもの」があげられ、さらに3番目にはアメリカの俗語として「浮浪者の宿」が挙がっている。これはむしろこの語のもとの意味、蔓草が生い茂って通り抜けるのが難しい森、に由来するのであろう。本来の熱帯多雨林がそうでないことは上に述べたとおりである。